# Albert Schulze-Vellinghausen

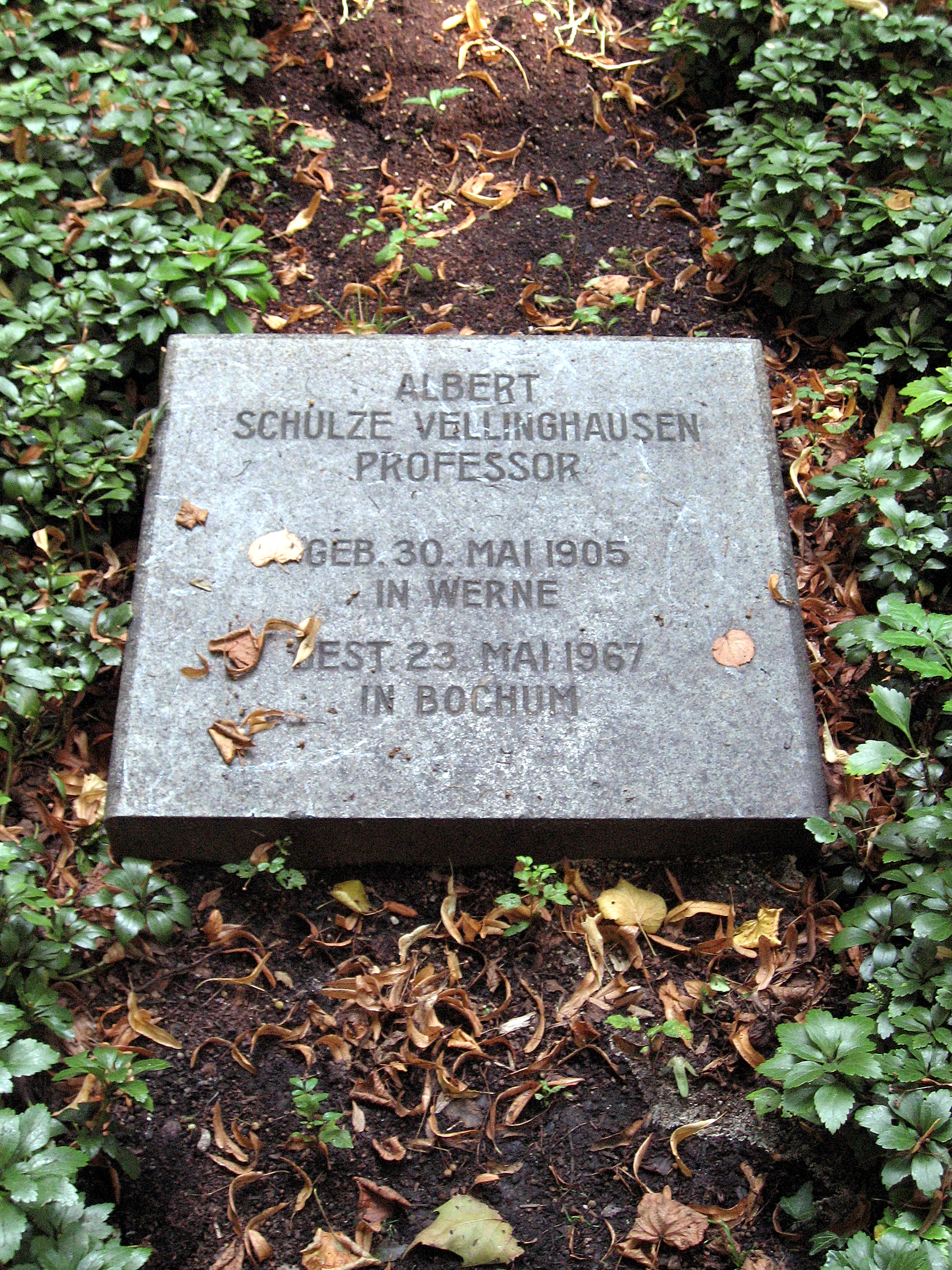
Das Grab Albert Schulze-Vellinghausens auf dem Ostenfriedhof Dortmund

Albert Schulze Vellinghausen (* 30. Mai 1905 in Werne (jetzt Bochum); † 23. Mai 1967 in Bochum-Werne) war ein deutscher Kunstsammler, Kritiker (Kürzel: ASV), Buchhändler („Bücherstube am Dom“ in Köln) und Übersetzer. 

## Leben bis 1945
Schulze-Vellinghausen wurde als Sohn eines Bergwerksdirektors und einer Großgrundbesitzerin im damals selbständigen Werne bei Bochum geboren. Ab 1924 studierte er Jura, später dann Kunstgeschichte, Archäologie und Philosophie. Studienorte waren Genf, später dann Freiburg im Breisgau, München, Köln und Bonn.
Er war durch seine Studien fasziniert vom romanischen Sprachraum. Unter anderem studierte er bei Paul Clemen, Wilhelm Worringer, Julius von Schlosser und Ernst Robert Curtius.
Nach kurzer beruflicher Tätigkeit in Berlin wurde Schulze-Vellinghausen 1933 Buchhändler in Köln. Diese Tätigkeit war auch in der NS-Zeit sein berufliches Refugium; trotzdem kam er in Konflikt mit der Kulturpolitik des Dritten Reiches. Während des Krieges wurde er aufgrund seiner angegriffenen Gesundheit nicht zum Frontdienst eingezogen, musste aber wegen seiner guten Französisch-Kenntnisse in einem Kriegsgefangenenlager im Münsterland in der Abwehrabteilung Dienst leisten. Hierbei leistete er den Gefangenen heimlich Hilfestellungen, um die Zeit für sie erträglich zu machen. Nach dem Krieg statteten sie ihrem „Monsieur Albert“ durch persönliche Besuche ihren Dank ab.

## Tätigkeit als Kritiker und Autor
Nach dem Krieg begann Schulze-Vellinghausen, Gedichte, Feuilletons und Essays zu schreiben. Er arbeitete dann für Zeitungen und Zeitschriften, namentlich für Die Tat (Zürich), Der Kurier (Berlin) und Der Mittag (Düsseldorf). Nebenbei war er als Übersetzer tätig und übersetzte Dramen und Lyrik von Jean Follain, Jean Cocteau, Jean Giraudoux und Pierre Carlet de Marivaux.
Im Jahr 1953 wurde Schulze-Vellinghausen ständiger Korrespondent der Frankfurter Allgemeinen Zeitung. Vor allem berichtete er über das soziale und kulturelle Leben in Nordrhein-Westfalen und „zwingt das [...] Publikum [...], das Ruhrgebiet auch als Kulturlandschaft zur Kenntnis zu nehmen“ Dabei beschrieb er verschiedene Museen neu, die daraufhin bundesweit bekannt wurden, so das Karl Ernst Osthaus-Museum in Hagen, das Folkwang-Museum in Essen und das Museum am Ostwall in Dortmund.
Des Weiteren war er einer der Paten der Ruhrfestspiele in Recklinghausen.

## Kunstsammler
Als Kunstfreund besaß er eine umfangreiche Sammlung moderner Kunst (u. a. von Josef Albers, Günter Fruhtrunk, H.A.P. Grieshaber, Joseph Beuys, Lucio Fontana, Otto Piene, Victor Vasarely, Cy Twombly), die er testamentarisch der Ruhr-Universität Bochum vermachte. Diese Stiftung knüpfte er an die Bedingung, dass die Sammlung durch das Land Nordrhein-Westfalen weiter ausgebaut würde.

Albert Schulze-Vellinghausen war als Kunstsammler eine Autorität; er gehörte etwa dem documenta Rat der 4. documenta von 1968 in Kassel an. Sein Einsatz galt vor allem der informellen Kunst, die er als Ausweg aus der totalitären Politisierung in Faschismus und Stalinismus sah: 

„Wie in der Politik hat die Avantgarde sich von den Flügeln zurückziehen müssen auf die Mitte hin. Da eben ist der Sitz aufrichtiger Unbedingtheit, nachdem sich in diesen Zeitläufen der Technisierung erwiesen hat, daß die todbringenden Bakterien von Stalinismus und Faschismus am ersten in pseudoradikale Außenstellungen eindringen. Wer das nicht zu sehen vermag, hat den Feind schon in sich.“

## Ehrungen
Schulze-Vellinghausen erhielt diverse Ehrungen. Er war Mitglied des PEN-Clubs sowie der Association International Crtiques d’Art. Die Landesregierung Nordrhein-Westfalen verlieh ihm den Professorentitel. Weiterhin war er Vorsitzender des Ausschusses für Malerei der Kasseler Documenta.
Schulze-Vellinghausen lebte bis zu seinem Tod in Kley. Sein Grab liegt auf dem Dortmunder Ostfriedhof.